# 魔术师 (塔罗牌)
魔術師，塔羅牌大阿爾克那編號1。偉特塔羅牌圖像中，一名穿著紅色披肩的男子站在擺有權杖、聖杯、寶劍、錢幣的桌子後方，一手指向天、一手指向地，頭頂有著象徵無限大的符號，身邊環繞紅色玫瑰與白色百合。
正位牌意有擅於社交、資源運用得當、思考敏捷、具有良好的專業技巧，同时也具有开展，开端，以及准备充分的意义；逆位牌意則象徵手法粗造、欺騙、才華被埋沒，有时也提示为不适合发展新的方向，或准备不充足。敏捷的思考、注重交流的意義特色，在占星術中與代表思考與交通的水星相對，有時也可象徵兄弟手足與同儕。

## 流行文化
- 2024年美國影集《阿嘉莎：無所不在》被引用主角一行人的代表人物之一。